# Акрини
Акринѝ, още Инеоба, Инабас или Инево (на гръцки: Ακρινή, до 1927 година Ινέοβα, Инеова), е село в Гърция, в дем Кожани, област Западна Македония.

## География
Акрини е разположено на 840 m надморска височина,, в югозападното подножие на планината Каракамен (Вермио). Край селото са разположени пещерата (пещерна ниша) Агиос Георгиос, превърната в място за поклонение, а 500 m южно е пещерата Скотино, превърната в църква.

## История

### В Османската империя
В края на XIX век Инеоба е турско село в югозападната част на Кайлярска каза (Джума) на Османската империя. В „Етнография на вилаетите Адрианопол, Монастир и Салоника“, издадена в Константинопол в 1878 година и отразяваща статистиката на населението от 1873 година, Инебогас (Inébogas) е посочено като село в каза Джумали с 6 домакинства и 18 жители мюсюлмани.
Според статистиката на Васил Кънчов („Македония. Етнография и статистика“) през 1900 година в Инабас има 240 турци.
На Етнографската карта на Битолския вилает на Картографския институт в София от 1901 година Инево (Инебосу) е чисто турско село в Кайлярската каза на Серфидженския санджак със 110 къщи.
Според статистика на Серфидженския санджак на гръцкото консулство в Еласона от 1904 година в Инеова (Ινέοβα), Кайлярска каза, живеят 550 турци.

### В Гърция
През Балканската война в 1912 година в селото влизат гръцки части и след Междусъюзническата в 1913 година остава в Гърция. В 1913 година селото има 703 жители. През 20-те години населението му се изселва в Турция и на негово място са настанени туркогласни гърци бежанци от Турция. В 1928 година селото е изцяло бежанско със 122 семейства и 556 жители бежанци.
През 1927 името на селото е сменено на Акрини.
Населението традиционно произвежда жито, картофи, тютюн и други земеделски продукти, като се занимава частично и със скотовъдство.
| Име           | Име            | Ново име  | Ново име  | Описание                                  |
| ------------- | -------------- | --------- | --------- | ----------------------------------------- |
| Ески Балар    | Έσκή Μπαλάρ    | Агри      | Άγροί     |                                           |
| Топан Наслар  | Τοπαν Νασλαρ   | Сори      | Σωροί     |                                           |
| Байраклиотика | Μπαϊρακλιώτικα | Ексохика  | Εξοχικά   |                                           |
| Сари Кая      | Σαρί Καγιά     | Врахос    | Βράχος    | връх в Каракамен на СИ от Акрини (1554 m) |
| Кати          | Κατή           | Визандино | Βυζαντινό | река, минаваща през Акрини                |

| Година    | 1913 | 1920 | 1928 | 1940 | 1951 | 1961 | 1971 | 1981 | 1991 | 2001 | 2011 | 2021 |
| --------- | ---- | ---- | ---- | ---- | ---- | ---- | ---- | ---- | ---- | ---- | ---- | ---- |
| Население | 703  | 906  | 552  | 974  | 882  | 1021 | 790  | 1047 | 1163 | 1128 | 960  | 756  |